# Оружје од мора
„Оружје од мора” је југословенски кратки филм из 1981. године. Режирао га је Миодраг Ристић а сценарио је написао Михајло Секулић.

## Улоге
| Глумац          | Улога |
| --------------- | ----- |
| Младен Барбарић |       |
| Драгомир Фелба  |       |
| Ивица Стјепић   |       |